# La Guerre de Caliban
La Guerre de Caliban (titre original : Caliban's War) est un roman de science-fiction de l'écrivain américain James S. A. Corey, publié en 2012 puis traduit en français et publié en 2015. Il s'agit du deuxième roman de la série The Expanse.

## Résumé
À la suite des évènements d'Éros décrits dans le premier volume de la série, L'Éveil du Léviathan, la tension entre Mars et la Terre est extrême. Sur Ganymède, le plus gros satellite de Jupiter, les cultures sous dômes, éclairées par des miroirs orbitaux, produisent la nourriture pour l'ensemble des planètes extérieures. Cette source de richesse amène les deux puissances militaires à se côtoyer. La proximité de ces forces armées opposées et l'état de tension entre Mars et la Terre risquent de provoquer un conflit ouvert au premier incident. Le déclenchement de cette guerre pourrait être provoqué par l'action de Vénus colonisée par un mystérieux organisme extra-terrestre appelé « protomolécule ».

## Personnages

### Principaux personnages
- Mei Meng est une enfant de cinq ans vivant sur Ganymède.
- Praxidike Meng est agronome sur Ganymède. C'est le père de Mei.
- Roberta (Bobbie) Draper est sergent des Marines de la flotte de la République martienne. Elle est attachée à la surveillance des dômes martiens de Ganymède.
- James (Jim) Holden, héros des événements de la station Éros, maintenant commandant du Rossinante, est envoyé en mission sur Ganymède par l'Alliance des Planètes Extérieures (APE) à bord d'un vaisseau banalisé, le Somnambule.
- Chrisjen Avasarala, d'origine indienne, est sous-secrétaire des Nations unies, C'est elle qui œuvre en secret pour rétablir les relations entre la Terre et Mars.

### Autres personnages
- Naomi Nagata, ingénieur et pilote ceinturienne, compagne de James Holden.
- Amos Burton, mécanicien du Rossinante, est le bras armé de James Holden
- Alex Kamal, pilote du Rossinante, d'origine martienne.
- Fred Johnson, ancien colonel de la coalition Terre-Mars, est le principal responsable de l'APE.
- Soren Cottwald, assistant de Chrisjen Avasarala.
- Sadavir Errinwright, secrétaire général des Nations unies

## Éditions
- Caliban's War, Orbit, 26 juin 2012, 611 p.  (ISBN 978-0-316-12906-0)
- La Guerre de Caliban, Actes Sud, coll. « Exofictions », 10 juin 2015, trad. Thierry Arson, 620 p.  (ISBN 978-2-330-05100-6)
- La Guerre de Caliban, Actes Sud, coll. « Babel » no 1395, 1er juin 2016, trad. Thierry Arson, 688 p.  (ISBN 978-2-330-06453-2)
- La Guerre de Caliban, Le Livre de poche, coll. « Imaginaire » no 35086, 13 juin 2018, trad. Thierry Arson, 912 p.  (ISBN 978-2-253-08366-5)